# Parasalenia
Genre
Parasalenia est un genre d'oursins réguliers de l'ordre des Echinoida. Il n'en existe que deux espèces.

## Caractéristiques
Ce sont des oursins réguliers : le test (coquille) est arrondi (mais légèrement allongé), protégé par des radioles (piquants) coniques et pointues, l'ensemble suivant une symétrie pentaradiaire (centrale d'ordre 5) reliant la bouche (péristome) située au centre de la face orale (inférieure) à l'anus (périprocte) situé à l'apex aboral (pôle supérieur). Le disque apical est dicyclique, et les ambulacres trigéminés, les paires de pores étant disposées en raies verticales ; chaque plaque ambulacraire porte un unique tubercule primaire, qui l'occupe presque entièrement. Les plaques interambulacraires portent elles aussi un tubercule primaire unique.
Cette famille semble être apparue au Miocène. On les trouve dans l'indo-pacifique de la surface à 70 m de profondeur.

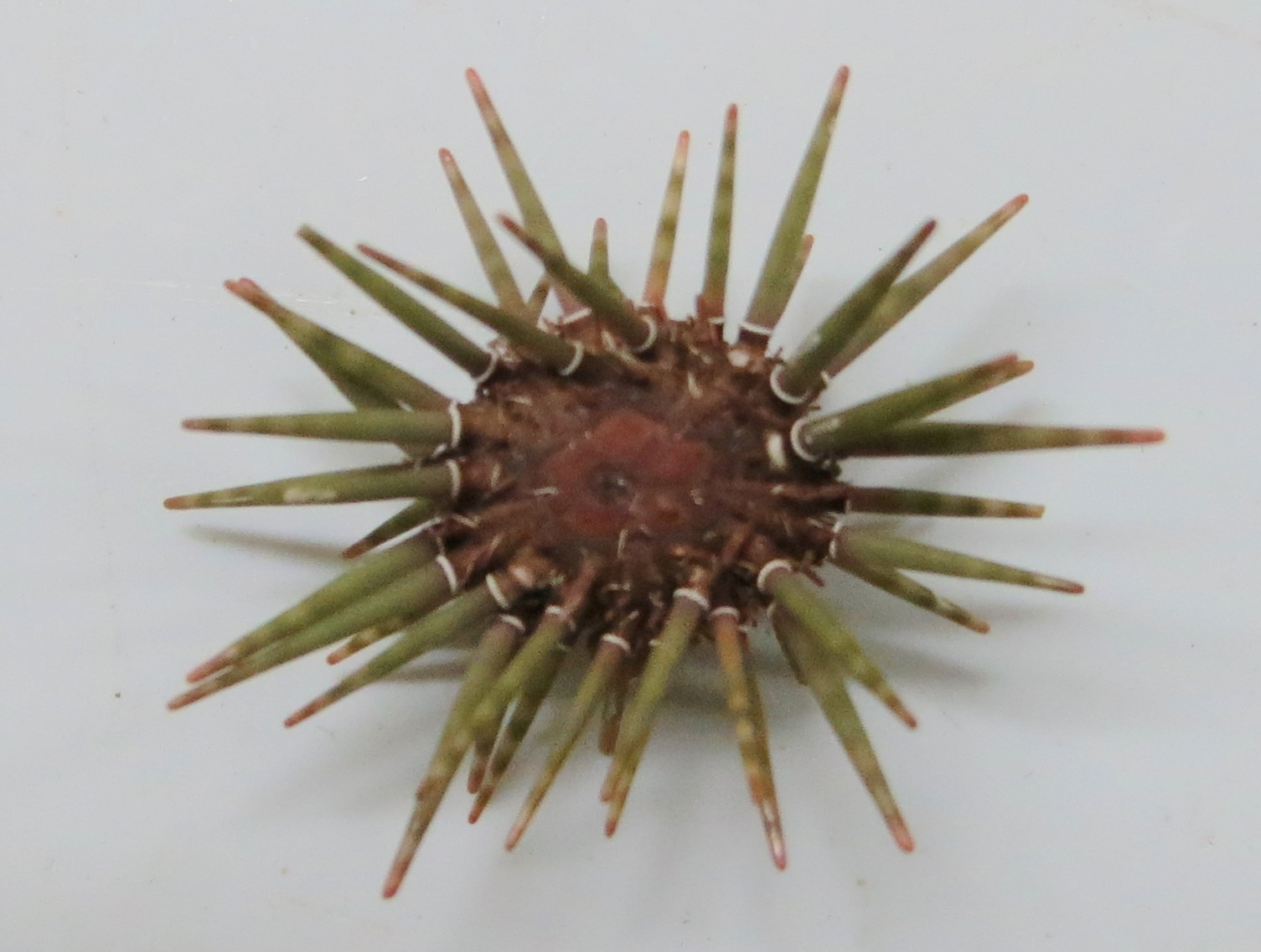
Parasalenia poehlii (spécimen naturalisé, MNHN).

## Liste des genres
Selon World Register of Marine Species (01/10/2013) :
- espèce Parasalenia gratiosa  A. Agassiz, 1863
- espèce Parasalenia poehlii  Pfeffer, 1887

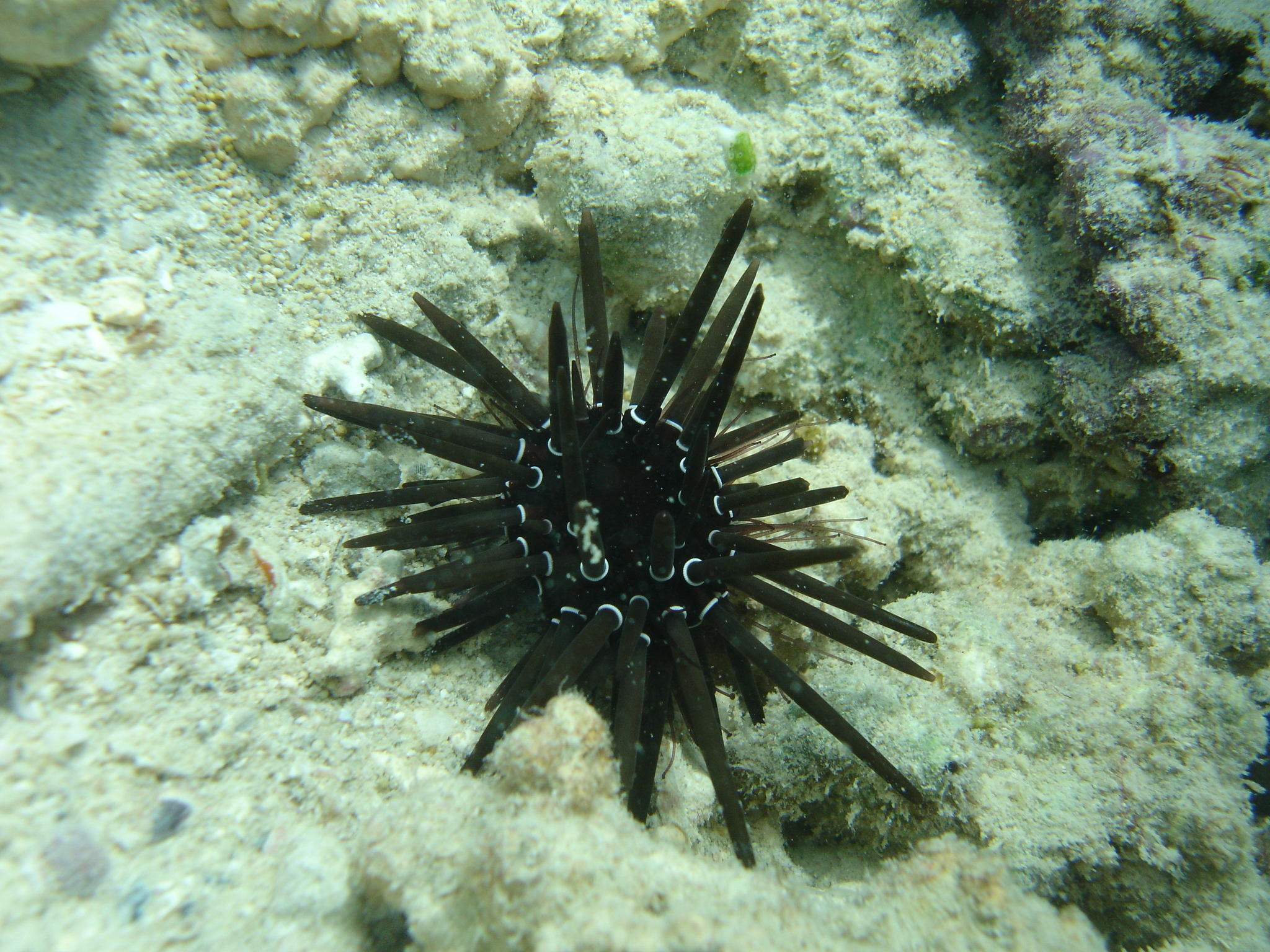
Parasalenia gratiosa
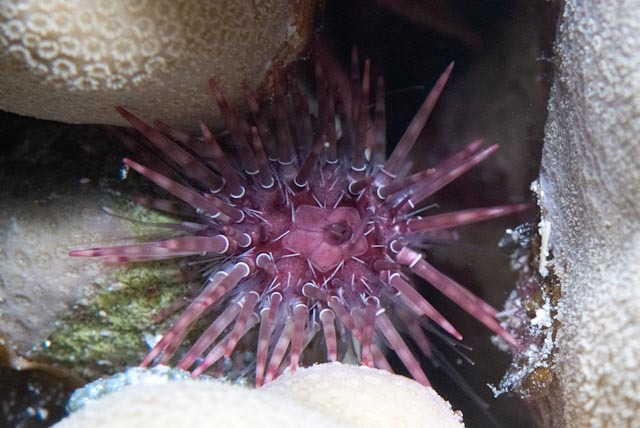
Parasalenia poehlii